# Jaiku
Jaiku era un servizio gratuito di social network e microblogging fondato in Finlandia nel febbraio 2006 da Jyri Engeström e Petteri Koponen, operativo dal mese di luglio dello stesso anno e chiuso nel 2012.

## Storia
Nel febbraio del 2006 Jyri Engeström e Petteri Koponen fondano ad Helsinki la società Jaiku Ltd. il cui nome fu scelto per l'assonanza con il termine giapponese haiku. La principale attività della società è legata allo sviluppo di una piattaforma di microblogging che verrà lanciata nel luglio 2006, nello stesso periodo in cui vede la luce anche Twitter.
Il 9 ottobre del 2007 Jaiku viene acquisita da Google che ne prosegue lo sviluppo. Il 14 gennaio del 2009 Google annuncia che avrebbe reso disponibile il codice sorgente di Jaiku sotto licenza open source e allo stesso tempo si defila dallo sviluppo diretto della piattaforma. Il 12 marzo del 2009 Jaiku viene spostato sulla piattaforma Google App Engine ed il giorno seguente Google pubblica i sorgenti di JaikuEngine.
Il 14 ottobre 2011, Google annunciò la chiusura dei servizi Jaiku per il 15 gennaio 2012.
Il 29 novembre 2011, un gruppo di utenti creò Jaikuarchive.com – The Jaiku Presence archiver, per "salvare una parte importante della nostra eredità digitale".

## Caratteristiche
Jaiku consentiva la pubblicazione di brevi messaggi testuali che venivano pubblicati sul profilo dell'utente in ordine cronologico inverso. A differenza di Twitter, Jaiku prevedeva la presenza dei commenti e consentiva di creare gruppi tematici.